# Sándor Kocsis
Sandor Kocsis (21 tháng 9 năm 1929-22 tháng 7 năm 1979) là một cầu thủ bóng đá người Hungary. Ông từng chơi cho các câu lạc bộ như Ferencváros TC, Budapest Honvéd, Young Fellows Zürich, FC Barcelona và tuyển quốc gia Hungary. Những năm 1950, ông cùng với Ferenc Puskás, Zoltán Czibor, József Bozsik và Nándor Hidegkuti tạo nên một thế hệ vàng của bóng đá Hungary hay còn được gọi là Mighty Magyars. Ông được xem là một trong những nhân vật vĩ đại nhất trong lịch sử bóng đá Hungary, đồng thời cũng là một trong những cầu thủ bất hạnh nhất thế giới. Sau cuộc cách mạng Hungary 1956 ông chyển đến Tây Ban Nha và đầu quân cho FC Barcelona.
Đá ở vị trí cao nhất trên hàng công của Hungary, Kocsis đã tạo ra một cơn địa chấn ở World Cup 1954.Ông trở thành cầu thủ đầu tiên lập được 2 hat-trick trong một kỳ World Cup. Đáng tiếc, dù giành danh hiệu "Vua phá lưới" năm 1954 với 11 lần lần công (Kỷ lục bị tiền đạo Just Fontaine phá 4 năm sau đó, ghi 13 bàn), nhưng Kocsis vẫn không thể giúp Mighty Magyars đăng quang. 

## Sự nghiệp cầu thủ

### Thi đấu tại giải vô địch quốc gia Hungary
Kocsis được sinh ra ở thủ đô Budapest, Hungary. Ban đầu ông chơi ở Kobanyai TC trước khi chuyển đến Ferencváros TC, nơi ông đã đoạt chức vô địch cùng câu lạc bộ lần đầu năm 1949. Sau đó ông chuyển sang Budapest Honvéd và giành thêm các chức vô địch các năm 1952, 1954 và 1955. Ông cũng là cầu thủ ghi bàn nhiều nhất của giải đấu này vào các năm 1951, 1952 và 1955 với số bàn lần lượt là 30, 36 và 33.

### World Cup 1954
Tại World Cup 1954 Sándor Kocsis đi ghi được 11 bàn thắng và trở thành vua phá lưới của giải, trong đó có 2 hat trick. Hat trick đầu tiên được thực hiện trong chiến thắng 9-0 của Hungary trước Hàn Quốc, và hat trick thứ 2 ông ghi 4 bàn trong chiến thắng 8-3 trước đội tuyển Đức.
Đến nay, khi nhắc đến cái tên Kocsis, không ít người vẫn cho rằng, ông là một kẻ đen đủi bậc nhất. Và chính sự đen đủi ấy đã vận vào thế hệ Vàng của bóng đá Hungary, với những tên tuổi lẫy lừng như Puskás, Hidegkuti, Lantos... Dù được đánh giá là một trong những đội bóng hay nhất trong lịch sử bóng đá thế giới, nhưng những gì Mighty Magyars giành được chỉ khiêm tốn là ngôi Á quân tại VCK World Cup 1954. Khởi nghiệp ở CLB Kobanyai, Kocsis nhanh chóng nổi lên ở châu Âu với biệt danh "Cái đầu Vàng". Tuy nhiên phải lận đận đến 5 năm sau, ông mới lần đầu tiên được gọi vào ĐTQG. Dù ghi tới 75 bàn trong 68 lần khoác áo ĐT Hungary, lập cả thảy 7 hat-trick, nhưng suốt cả sự nghiệp thi đấu quốc tế, Kocsis luôn bị lép vế trước cái bóng của người đá cặp Ferenc Puskás.
Những tưởng sau những thành công với đội bóng lừng danh Barcelona, phần còn lại của cuộc đời Kocsis sẽ bớt hắc ám. Tuy vậy giữa thập niên 1970, ông bất ngờ bị phát hiện mắc chứng bệnh ung thư. Ngày 22 tháng 7 năm 1979, Kocsis qua đời và có tin cho rằng ông đã nhảy từ tầng 4 ở bệnh viện để tự vẫn để giải thoát ông khỏi những đau đớn do căn bệnh ung thư dạ dày hành hạ..

## Các danh hiệu đạt được
- Hungary
  - Vô địch Olympic (1952)
  - Central European Champions (1953)
  - World Cup Hạng nhì (1954)
- Ferencváros TC
  - Vô địch giải bóng đá quốc gia Hungary: 1 (1949)
- Honvéd FC
  - Vô địch giải bóng đá quốc gia Hungary: 3 (1952, 1954, 1955)
- CF Barcelona
  - Vô địch La Liga: 2 (1958/59, 1959/60)
  - Cúp Nhà vua Tây Ban Nha: 2 (1958/59, 1962/63)
  - Inter-Cities Fairs Cup: 1 (1958/60)
- Valencia CF
  - Trofeu Taronja (1961)